# Rixin
Rixin (kinesiska: 日新乡, 日新) är en socken i Kina. Den ligger i den autonoma regionen Guangxi, i den södra delen av landet, omkring 150 kilometer sydost om regionhuvudstaden Nanning. Rixin ligger vid sjön Xiaojiang Shuiku.
Genomsnittlig årsnederbörd är 2 419 millimeter. Den regnigaste månaden är juli, med i genomsnitt 403 mm nederbörd, och den torraste är januari, med 40 mm nederbörd.